# Гетто в Пшедбуже
Гетто в Пшедбуже — еврейское гетто, созданное нацистами в период оккупации Польши во время Второй мировой войны. Существовало с начала 1942 года по 9 октября 1942 года.

## История
В начале Второй мировой войны за Пшедбуж шли ожесточённые бои. Нацисты смогли захватить город только со второй попытки. В результате боёв, центр Пшедбужа, населённый в основном евреями, практически превратился в руины. Огнём была уничтожена местная старая синагога. Уже при входе в город, на мосту, нацисты начали стрелять по евреям. Когда Пшедбуж был захвачен, немецкие войска открыли огонь по евреям на рыночной площади. С первых дней оккупации нацисты начали отправлять евреев мужского пола на тяжёлые работы на лесопилке и в каменоломнях, а также в трудовые лагеря.
В Пшедборже был назначен юденрат. Его председателем избрали Авигдора Танненбаума, бывшего торговца древесиной. Также была создана еврейская полиция.

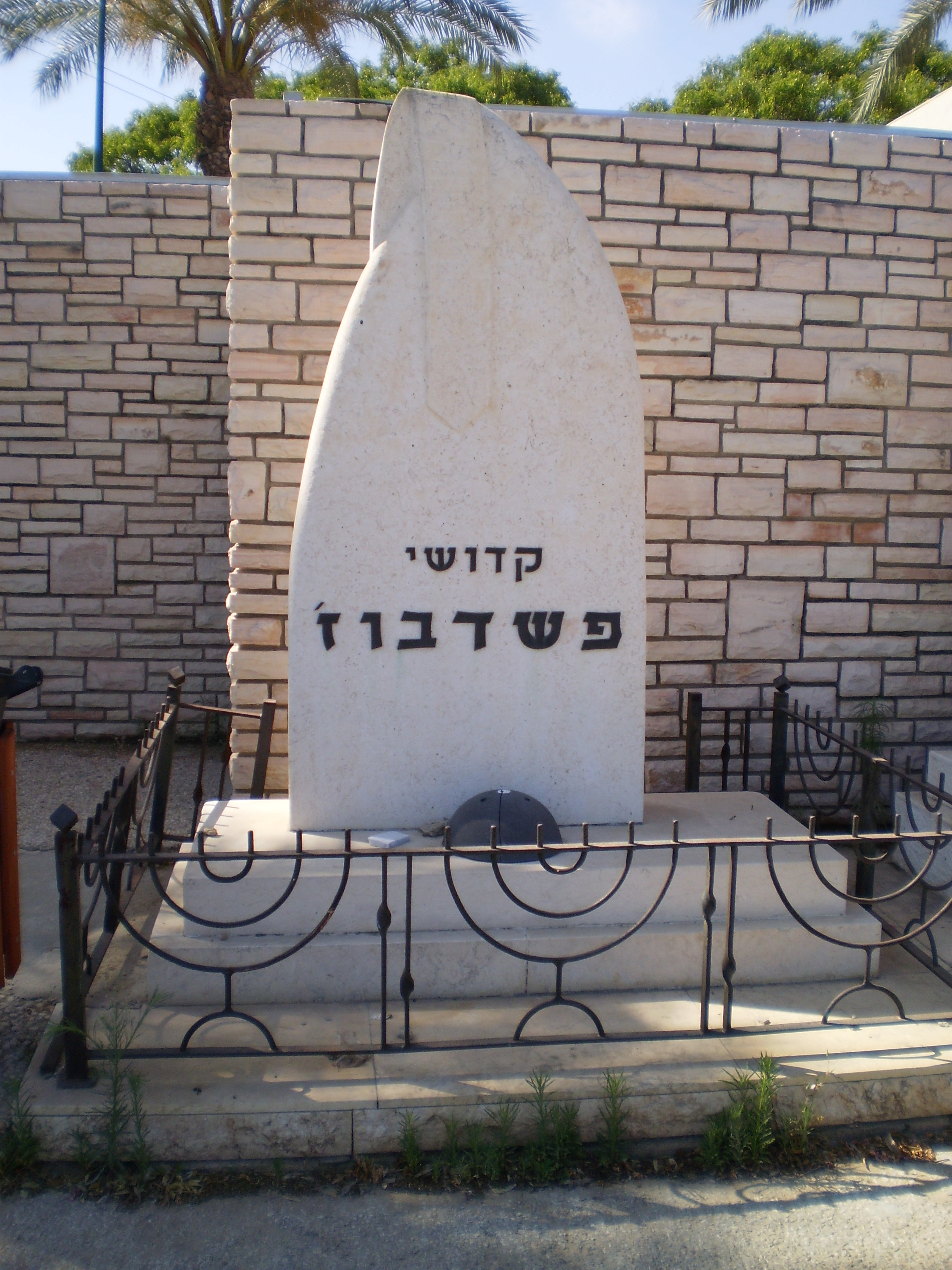
Мемориал, посвященный евреям Пшедбужа, убитым во время Холокоста. Холон. Израиль.

## Гетто
Нацисты создали гетто в Пшедбуже в начале 1940 года. Оно было расположено на Ченстоховская, Тритви, Лесная. На момент создания в гетто проживало 2800 человек. Многие евреи покинули город во время начала войны и в первые месяцы оккупации. Со временем в гетто были переселены беженцы и родственники жителей Пшедбужа из других мест. В итоге к апрелю 1942 года количество узников гетто достигло 4300 человек.
Гетто было ликвидировано 9 октября 1942 года. Евреев переселили в гетто Радомско. По дороге, у села Границе, многие из них пытались бежать, но немецкая полиция большинство из них расстреляла. 10—12 октября 1942 года, привезенные в Радомско евреи из Пшедбужа, вместе с узниками гетто Радомско, были отправлены в лагерь смерти Треблинка.